# 1143
Năm 1143  trong lịch Julius.

## Sự kiện
- Adolf II thành lập ra Lübeck, một thành phố Hanse trực thuộc tiểu bang Schleswig-Holstein nằm trong miền Bắc nước Đức

## Sinh
- 31 tháng 7: Thiên hoàng Nijō, Thiên hoàng thứ 78 của Nhật Bản, trị vì từ năm 1158 đến năm 1165

## Mất
- 8 tháng 4: Ioannes II Komnenos, Hoàng đế Đông La Mã từ năm 1118 đến năm 1143
- 24 tháng 9: Giáo hoàng Innôcentê II, Giáo hoàng thứ 164 của Giáo hội Công giáo Rôma
- Không rõ: Gia Luật Đại Thạch, người sáng lập nên vương triều Tây Liêu